# Tohirdżon Muminow
Tohirdżon Rahmatdżonowicz Muminow, tadż. Тоҳирҷон Раҳматҷонович Муъминов, ros. Тахирджон Рахматджонович Муминов, Tachirdżon Rahmatdżonowicz Muminow (ur. 6 sierpnia 1970 w Duszanbe, Tadżycka SRR) – tadżycki piłkarz, grający na pozycji napastnika lub pomocnika, trener piłkarski.

## Kariera piłkarska

### Kariera klubowa
W 1988 rozpoczął karierę piłkarską w klubie Pamir Duszanbe. W podstawowym składzie rozegrał tylko jeden meczu w Pucharze ZSRR, dlatego w 1990 przeszedł do farm-klubu Wachszu Kurgonteppa. W 1993 powrócił do Pamiru, a w 1994 przeniósł się do uzbeckiego Navbahoru Namangan. Po pół roku wrócił znów do Pamiru. W 1996 po kolejnych problemach finansowych Pamiru po raz drugi wyjechał do Uzbekistanu, gdzie bronił barw klubu z Andijonu, który na początku nazywał się Navruz. W 1999 występował w klubach Warzob Duszanbe i FK Buxoro. W 2000 wrócił do FK Andijon. W 2002 został zaproszony do Regar-TadAZu Tursunzoda. W 2005 roku zakończył karierę piłkarza. Ale potem jeszcze w 2007 roku wychodził na boisko w składzie Energetika Duszanbe, w którym pełnił funkcję głównego trenera.

### Kariera reprezentacyjna
W latach 1992–2001 bronił barw reprezentacji Tadżykistanu. Ogółem rozegrał 31 meczów i jest trzecim w klasyfikacji królów strzelców kadry narodowej - 11 bramek.

## Kariera trenerska
Po zakończeniu kariery piłkarza rozpoczął pracę szkoleniowca. Najpierw pomagał trenować Farruh Hisar. W 2005 stał na czele Energetika Duszanbe. W 2007 również trenował juniorską reprezentację Tadżykistanu. Od października do końca 2008 pełnił obowiązki głównego trenera Wachszu Kurgonteppa. W 2010 został zaproszony na stanowisko głównego trenera Chajru Wahdat. W 2013 ponownie prowadził Energetik Duszanbe. Od lutego do lata 2014 roku pełnił funkcję głównego trenera Wachszu Kurgonteppa. Od października 2014 ponownie pracował jako w sztabie szkoleniowym Chajru Wahdat.

## Sukcesy i odznaczenia

### Sukcesy piłkarskie
Pamir Duszanbe
- wicemistrz Tadżykistanu: 1993

Navbahor Namangan
- brązowy medalista Mistrzostw Uzbekistanu: 1994

Warzob Duszanbe
- mistrz Tadżykistanu: 1999
- zdobywca Pucharu Tadżykistanu: 1992

Regar-TadAZ Tursunzoda
- zdobywca Pucharu Prezydenta AFC: 2005
- mistrz Tadżykistanu: 2004
- wicemistrz Tadżykistanu: 2005
- zdobywca Pucharu Tadżykistanu: 2005